# Irichohalticella multistriata
Irichohalticella multistriata är en stekelart som beskrevs av Girault 1930. Irichohalticella multistriata ingår i släktet Irichohalticella och familjen bredlårsteklar. Inga underarter finns listade i Catalogue of Life.